# Pseudopachylus cocaiensis
Pseudopachylus cocaiensis is een hooiwagen uit de familie Gonyleptidae.